# Boris Bychowski

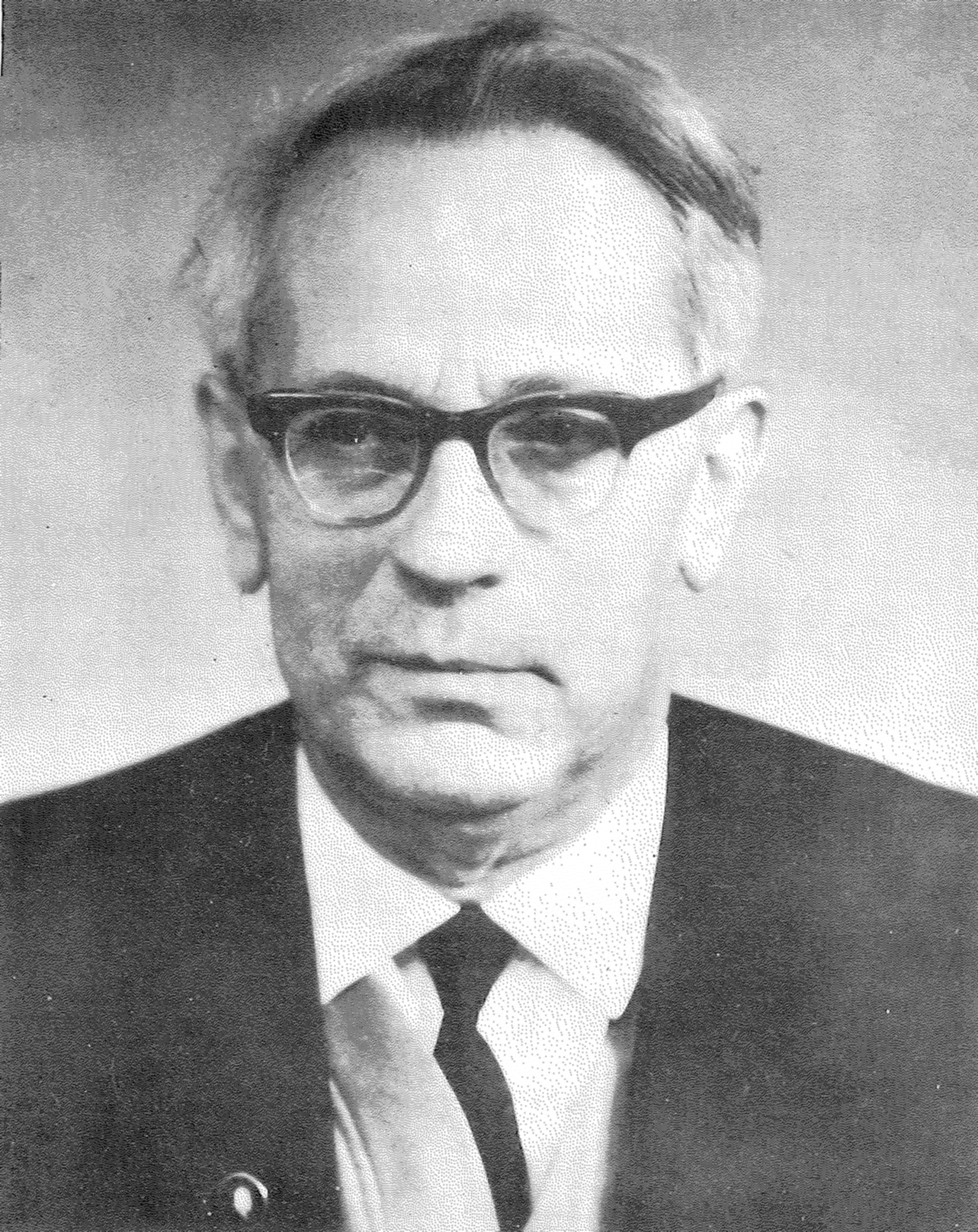
Boris Bychowski

Boris Jewsiejewicz Bychowski (ros. Борис Евсеевич Быховский, ur. 14 sierpnia?/27 sierpnia 1908 w Sankt Petersburgu, zm. 26 stycznia 1974 w Leningradzie) – rosyjski zoolog i parazytolog, członek Akademii Nauk ZSRR, dyrektor Instytutu Zoologicznego Akademii Nauk ZSRR.